# 207603 Liuchaohan
207603 Liuchaohan è un asteroide della fascia principale. Scoperto nel 2006, presenta un'orbita caratterizzata da un semiasse maggiore pari a 3,0786165 UA e da un'eccentricità di 0,0799169, inclinata di 9,20610° rispetto all'eclittica.